# خط لوله گاز آسیای مرکزی–مرکز
خط لوله گاز آسیای مرکزی-مرکز (انگلیسی: Central Asia–Center gas pipeline system) خط لوله انتقال گاز طبیعی به طول ۲۰۰۰ کیلومتر است، که از ترکمنستان آغاز شده و پس از گذر از کشورهای ازبکستان و قزاقستان، در کشور روسیه پایان می‌یابد. ظرفیت انتقال گاز طبیعی این خط لوله روزانه معادل ۲۵۰ میلیون متر مکعب می‌باشد.